# XvColor
La denominación xvColor es el nombre comercial propuesto por Sony para asignar a los dispositivos que admiten xvYCC, el cual es un estándar internacional de espacio de color de imágenes en movimiento ratificado por la IEC (Comisión Electrotécnica Internacional). 
Este estándar incluido entre las novedades que permite la especificación HDMI 1.3 añade al espectro nuevos tonos, lo que permite representar una mayor variedad de colores que el estándar sRGB actual, hasta casi duplicar (x1,8 veces) la gama de colores reproducibles, obteniéndose así tonos rojos, azules y verdes más vivos y reales. 
El nuevo estándar permite representar colores hasta 48 bits, en lugar de los actuales 24 bits del sistema RGB. 
Para visualizar la nueva gama de colores es necesario que tanto el dispositivo grabador y reproductor sean compatibles con él, por lo que sólo los últimos lanzamientos de las marcas son capaces de reproducir la gama ampliada de colores.